# Дугобазична интерферометрија
Дугобазична интерферометрија (Very-long-baseline interferometry-VLBI) је врста интерферометрије која се користи у радио астрономији. Представља више повезаних радио телескопа на великим удаљеностима. У овој врсти интерферометрије сигнал од неког објекта, на пример квазара, сакупља се од стране више радио телескопа на Земљи. У овом случају огледало, метални параболоид телескопа има пречник једнак удаљености два најдаља повезана радио телескопа. Удаљеност ових телескопа рачуна се користећи разлику у времену која је потребна да један исти сигнал приме телескопи на два различита краја света. Примљени подаци на једном телескопу укључују и тачно време по атомском сату када је податак примљен. Касније, подаци се пореде са онима са осталих телескопа од истог сигнала и тако се добија временска разлика а тиме и пречник интерферометра.
По принципу дугобазичне интерферометрије резолуција слике је много већа. Користећи VLBI технику удаљеност телескопа је већа од оне добијене путем обичне интерферометрије (такав телескоп је на пример VLA телескоп). У обичној интерферометрији за повезивање телескопа користе се коаксиални каблови, или оптички каблови, док се у дугобазичној интерферометрији телескопи повезују бежично, што омогућује да се повежу телескопи са других крајева света.

## Примена
- Снимање објеката у радио делу спектра у високој резолуцији
- Снимање површина оближњих звезда у радио делу спектра
- Проучавање померања тектонских плоча Земље
- Мерење варијација у Земљиној путањи и ротацији
- Мерење гравитационих поља Сунца, Месеца и Земље
- Побољшање модела атмосфере
- Праћење летелице Касини-Хајгенс на путу ка Титану